# The Scar of David
The Scar of David és una novel·la de l'escriptora d'origen palestí Susan Abulhawa.

## L'obra
La novel·la és un recorregut històric del conflicte araboisraelià des dels anys quaranta fins a l'any 2002, a través de la història d'una família de palestins. Un xiquet palestí creix com un israelià jueu i quan arriba a l'edat adulta entropessa amb una veritat difícil de pair. D'altra banda, una xiqueta palestina d'origen humil escapa del seu destí i tracta de viure el seu somni americà, que la seua ànima no pot suportar. També s'hi narra la vida d'un terrorista suïcida, un home a qui la vida ha portat a límits insospitats.
En la novel·la s'esmenten esdeveniments històrics com ara la Guerra dels Sis Dies de 1967, la massacre dels camps de refugiats de Sabra i Shatila, en el Líban, en 1982, l'atemptat contra l'ambaixada dels Estats Units en Beirut en 1983.

## Argument
1941, Yehya és un palestí que viu del cultiu de l'oliva amb la seua família en Ein Hod, un poble petit situat en el nord del que hui és territori israelià. Hasan, el seu fill, intel·ligent i ple d'inquietuds, coneix un bon amic jueu, Ari. A tots dos els unixen uns forts lligams d'amistat, malgrat diferències de religió i de llengua. Però l'esclat de la violència de les incursions israelianes, la creació de l'Estat d'Israel i el posterior exili dels palestins a camps de refugiats separarà els dos amics. Hasan es casarà amb Dalia, una beduïna amb qui tindrà tres fills: Ismael, Yousef i Amal. Estos patiran destins ben diversos: en una de les incursions, el jove Ismael serà segrestat per un soldat israelià, que l'entregarà a la seua dona, incapaç de tenir fills, l'educarà d'acord amb les creences i la ideologia dels colons jueus, i li posarà de nom David. Yousef heretarà la bondat i la intel·ligència de son pare, i formarà part activa de la vida del camp. Els anys passen al camp de refugiats de Jenin, a Cisjordània, on la família ha hagut de fugir, i encara no poden tornar al seu poble ni a treballar la que sempre havia estat la seua terra. Noves generacions de palestins hi naixen, com Amal, que desenvoluparà la nostàlgia per un país i una normalitat que mai no ha viscut. La seua vida serà el testimoni de qui no ha conegut més que una família destrossada, la vida del camp i contínues guerres que l'obligaran a emigrar; una vida, però, que gojarà del regal de l'amistat. El seu germà Ismael (David), en canvi, ignorant dels seus orígens, s'enrolarà en l'exèrcit israelià i prendrà part en les atrocitats perpetrades contra els palestins, fins i tot contra el seu germà, Yousef. David, però, té una cicatriu a la cara i uns trets físics que tard o d'hora el relacionaran amb la seua família biològica.
Amal viurà en un orfenat de Jerusalem i posteriorment una bona part de la seua vida en els Estats Units, país al qual mai no sabrà adaptar-se. Tornarà a Beirut, al Líban, a treballar en un camp de refugiats i s'hi casarà. Però la guerra tornarà a perseguir-la i haurà de tornar embarassada als Estats Units, on tindrà i educarà la seua filla Sara. Mentrestant Yousef, arran de l'assassinat de la dona de la seua vida i del seu futur fill, perd tota esperança de ser feliç, el desig de venjança el supera i es convertix en un terroriste perseguit. Sara, la filla d'Amal, desitjosa de trobar els seus orígens i la seua identitat, tractarà de convéncer sa mare per a tornar a Palestina. Amal, commoguda per la recent coneixença del seu germà David, reconciliada amb el seu passat i afectada per la nostàlgia pels seus familiars, hi accedirà. Per uns dies, la felicitat tornarà a les seues vides. Però la barbàrie i la desraó de la guerra els encalçaran, i només les noves generacions sobreviuran per a assegurar que la història no es repetix.

## Temes
El penediment: Tant David (Ismael), com Moshe, son pare adoptiu, tenen un conflicte interior degut al penediment per les atrocitats fetes cap als palestins. Ofeguen les penes en alcohol. El soldat que mata a Amal, també, en part, està fart de matar.
La desesperació dels palestins, que els du a la venjança i a cometre accions violentes. La novel·la no les justifica, però observa el terrorista com a l'ésser humà que actua d'eixa manera tan cruel com a conseqüència d'una sèrie d'injustícies que ha hagut de viure.
El concepte de l'scar («la cicatriu») té diversos sentits en la novel·la. De primer es referix a la cicatriu que té David a la cara, la marca que a ulls de la seua família biològica, el delata. També la cicatriu que té Amal a l'estómac arran d'haver rebut un tret, que la marca psicològicament i físicament. Finalment, la marca que la violència israeliana està deixant sobre el poble palestí.

## Tècnica narrativa
Les veus narratives són diverses: hi ha un narrador omniscient en bona part del llibre, però és el personatge d'Amal qui fa la major part del llibre de narrador, de testimoni. Yousef fa de narrador en capítols concrets.
El temps: la novel·la són continus flashbacks i flashforwards, s'alternen situacions ocorregudes entre 1941 i 2002.